# Френдшип (містечко, Вісконсин)
Френдшип (англ. Friendship) — місто (англ. town) в США, в окрузі Фон-дю-Лак штату Вісконсин. Населення — 2748 осіб (2020).

## Демографія
Згідно з переписом 2010 року, у місті мешкало 2675 осіб у 1126 домогосподарствах у складі 797 родин. Було 1242 помешкання
Расовий склад населення:
| - 97,0 % — білих - 0,6 % — азіатів - 0,4 % — корінних американців - 0,3 % — чорних або афроамериканців |

До двох чи більше рас належало 1,1 %. Частка іспаномовних становила 3,5 % від усіх жителів.
За віковим діапазоном населення розподілялося таким чином: 20,2 % — особи молодші 18 років, 60,7 % — особи у віці 18—64 років, 19,1 % — особи у віці 65 років та старші. Медіана віку мешканця становила 46,4 року. На 100 осіб жіночої статі у місті припадало 101,9 чоловіків;  на 100 жінок у віці від 18 років та старших — 102,7 чоловіків також старших 18 років.
Середній дохід на одне домашнє господарство  становив 70 529 доларів США (медіана — 55 757), а середній дохід на одну сім'ю — 79 898 доларів (медіана — 65 000). Медіана доходів становила 49 388 доларів для чоловіків та 30 000 доларів для жінок. За межею бідності перебувало 10,3 % осіб, у тому числі 28,3 % дітей у віці до 18 років та 6,6 % осіб у віці 65 років та старших.
Цивільне працевлаштоване населення становило 1384 особи. Основні галузі зайнятості: виробництво — 23,7 %, освіта, охорона здоров'я та соціальна допомога — 16,8 %, мистецтво, розваги та відпочинок — 11,7 %, роздрібна торгівля — 9,9 %.